# 福岡縣第9區
福岡縣第9區（日语：福岡県第9区）是日本眾議院的一個小選區，1994年創立。选区范围包括北九州市的東遠賀地区（过去属于遠賀郡的地区），即若松区、八幡东区、八幡西区、户畑区。

## 小選舉区選出議員
| 選舉名                 | 年     | 当選者     | 党派       | 選區範圍                                   |
| ---------------------- | ------ | ---------- | ---------- | ------------------------------------------ |
| 第41屆眾議院議員總選舉 | 1996年 | 北橋健治   | 新進党     | 北九州市若松区、戶畑区、八幡東区、八幡西区 |
| 第42屆眾議院議員總選舉 | 2000年 | 北橋健治   | 民主党     | 北九州市若松区、戶畑区、八幡東区、八幡西区 |
| 第43屆眾議院議員總選舉 | 2003年 | 北橋健治   | 民主党     | 北九州市若松区、戶畑区、八幡東区、八幡西区 |
| 第44屆眾議院議員總選舉 | 2005年 | 三原朝彦   | 自由民主党 | 北九州市若松区、戶畑区、八幡東区、八幡西区 |
| 第45屆眾議院議員總選舉 | 2009年 | 緒方林太郎 | 民主党     | 北九州市若松区、戶畑区、八幡東区、八幡西区 |
| 第46屆眾議院議員總選舉 | 2012年 | 三原朝彦   | 自由民主党 | 北九州市若松区、戶畑区、八幡東区、八幡西区 |
| 第47屆眾議院議員總選舉 | 2014年 | 三原朝彦   | 自由民主党 | 北九州市若松区、戶畑区、八幡東区、八幡西区 |
| 第48屆眾議院議員總選舉 | 2017年 | 三原朝彦   | 自由民主党 | 北九州市若松区、戶畑区、八幡東区、八幡西区 |
| 第49屆眾議院議員總選舉 | 2021年 | 緒方林太郎 | 無黨籍     | 北九州市若松区、戶畑区、八幡東区、八幡西区 |
| 第50屆眾議院議員總選舉 | 2024年 | 緒方林太郎 | 無黨籍     | 北九州市若松区、戶畑区、八幡東区、八幡西区 |

## 相關項目
- 福岡縣選舉區